# Jan Rajchman
Jan A. Rajchman  (* 10. August 1911 in London; † 1. April 1989) war ein US-amerikanischer Elektroingenieur.
Rajchmann stammt aus dem polnisch assimilierten jüdischen Bürgertum Warschaus. Sein Vater Ludwik Rajchman war zum Zeitpunkt der Geburt Jans in London als Bakteriologe in der medizinischen Forschung tätig. Nach Kriegsende ging die Familie nach Polen und drei Jahre später nach Genf. Nach dem Abitur am Collège de Genéve 1930 studierte er Elektrotechnik an der ETH Zürich mit dem Abschluss 1935 und der Promotion 1938. Er zog 1935 in die USA, um an den RCA Laboratorien zu arbeiten, konnte wegen der großen Depression aber zunächst keine Anstellung finden und Sommerkurse des MIT besuchte. Im August wurde er Testingenieur bei RCA und ab Januar 1936 war er im Labor von Vladimir Zworykin bei RCA, mit dem er viele Jahre zusammenarbeitete.
Für seine Dissertation erhöhte er die Empfindlichkeit elektronischer Photoverstärker. Er erkannte früh die Möglichkeit elektronischer Computer und entwickelte ab 1939 Logikschaltkreise und spezielle Röhren für arithmetische Aufgaben und entwickelte eine Matrix aus Widerständen, die in vielen frühen Computern als ROM-Speicher diente.
Im Zweiten Weltkrieg arbeitete er am Betatron und Mikrowellenapparaten, wofür er 1947 die Levy Medal des Franklin Institute erhielt.
Nach dem Krieg arbeitete er wieder an elektronischen Computern und entwickelte einen digitalen RAM-Speicher in Form einer Röhre (Selectively addressable storage tube, Selectron). Dann wandte er sich Magnetkernspeichern und zugehöriger Elektronik zu und war auf diesem Gebiet einer der Pioniere. Unter anderem erfand er den Transfluxor und Speicher mit Ferritkernen.
1959 wurde er stellvertretender Forschungsdirektor an den RCA Labs, 1961 Direktor des Computer Research Laboratory und 1967 Vizepräsident für Datenverarbeitung bzw. später für Informationstechnik. 1973 leitete er die Entwicklung des ersten holographischen Computerspeichers. Er leitete nicht nur die Forschung an den RCA Laboratorien in Princeton (David Sarnoff Research Center), sondern auch in Tokio und Zürich. 1976 ging er in den Ruhestand.
1960 erhielt er den IEEE Morris N. Liebmann Memorial Award für die Entwicklung von magnetischen Geräten für die Informationsverarbeitung (Laudatio). 1974 erhielt er die IEEE Edison Medal für seine kreative Karriere in der Entwicklung von Elektronik und als Pionier von Computerspeichern (Laudatio). 1977 erhielt er den Harold Pender Award. Er war Mitglied der National Academy of Engineering und Fellow der American Association for the Advancement of Science sowie Fellow des Franklin Institute. Er hielt über 100 US Patente.
Er war mit der Juristin Ruth Teitrick verheiratet und hatte mit ihr zwei Kinder.